# 米海尔·帕纳雷托斯
米海尔·帕纳雷托斯（约1320年 – 约1390年），是特拉比松帝国的官员，编年史作家。他唯一留存于世的作品是一部关于特拉比松帝国的简短编年史，从皇帝阿莱克修斯一世·大科穆宁（1204-1222年在位）时期写至15世纪20年代（后期由他人续写）。这部作品为后人提供了特拉比松帝国的基本时间框架，还包含拜占庭人对奥斯曼帝国早期历史的记载，相当有价值。这本编年史一直沉睡于威尼斯的圣马可图书馆的手抄本部，直到19世纪40年代，德国学者雅各布·菲利普·法尔默赖厄才对其进行翻译与研究。俄裔学者亚历山大·瓦西里耶夫如此评价这部编年史：“有了这部虽单调但真实的编年史，构建特拉比松帝国重要历史事件的时间顺序才成为可行之事。这部编年史包涵了1204-1426年的历史，给出了几个之前不为人所知的皇帝的姓名”。

## 生平
目前所知的所有关于他本人的信息都来自于他所写作的编年史，他在阿莱克修斯三世（1349-1390年在位）时期曾有“第一奥古斯都（πρωτοσέβαστος）”和“第一公证官（πρωτονοτάριος）”的头衔。在他的编年史中，他本人于1351年第一次出场，记载他随从阿莱克修斯三世的母亲特拉比松的伊琳娜前往利姆尼亚平定君士坦丁·佐拉尼泰斯的叛乱，当时米海尔的官职还无法确定。他的下一次出场就到了特拉比松内战结束之后，他与皇帝阿莱克修斯三世一起对海里阿纳（Cheriana）发起进攻，以失败告终，他本人也是死里逃生。此后，他在编年史里用第一人称复数来暗指自己，直到1363年4月才再次提到自己的名字，当时他是出使君士坦丁堡的外交使团的一员，“大书记（μέγας λογοθέτης,）”乔治·斯霍拉里斯（George Scholaris）也是使团的一员，他们出使的目的是商讨阿莱克修斯三世之女与拜占庭皇帝约翰五世（1341-1376年在位）之子联姻的事宜，除与拜占庭皇帝见面外，使团还依次会见了退位出家的约翰六世·坎塔库泽努斯、威尼斯驻君士坦丁堡总办、加拉塔的热那亚司令莱奥纳尔多·蒙塔尔多。
据编年史中的信息，我们可以知道米海尔至少有两个儿子，1368年他出使君士坦丁堡时，两个孩子都死于非命：君士坦丁溺死，只有十五岁，罗马诺斯（Romanos）死于疾病，时年十七岁，米海尔显然十分悲痛，因为这也是他的编年史中记载的唯一一件私事。

## 编年史

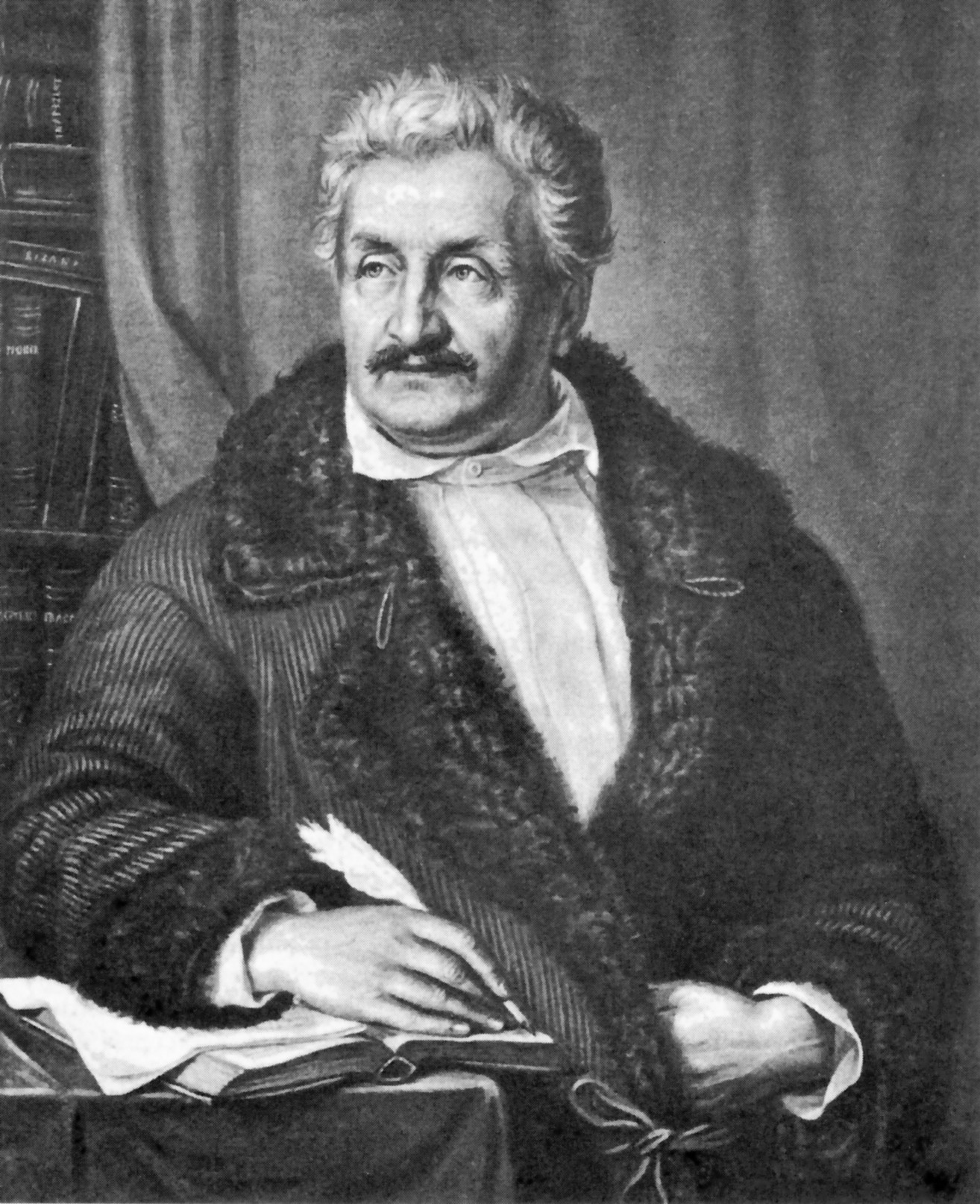
德国学者雅各布·菲利普·法尔默赖厄像，1844年，他重新发现了米海尔·帕纳雷托斯的编年史

他的编年史十分简短，只有20页，其记载自1204年特拉比松帝国建立开始。在现存的版本中，至少有5条记载所记之事发生在1395-1426（或1429年）之间，这应该是一个人或几个人续写的；另外在最后一条记载与上一条中间有10行空白（这两条记载所记之事发生在同一年），抄写者很可能是“遇到了被破坏的部分，或是受压而隐去了一段其宫廷读者想要掩盖的内容”，但学者安东尼·布莱尔认为抄书员并没有试图掩盖事实，他认为这些空行可能原本包含了至少两条记载，其内容应该与刺杀阿莱克修斯四世（1417-1429年在位）之事有关。
我们无法得知他写作编年史的资料来源，在作品本体中，他没有提及任何与他使用的资料有关的信息。编年史中，1349-1390年的记载占全篇一半，可能就是根据他的亲身经历写成的。从年长者那里，他也能够得知上一代发生的事情。学者法尔默赖厄指出，生于特拉比松的希腊学者贝萨里翁在其《特拉比松颂》（Encomium on Trebizond）中提到，特拉比松的皇宫中有一个大厅，其中悬挂着大科穆宁王朝历任君主及其家人肖像，并按时间顺序排列，附有简单介绍。法尔默莱厄表示：“这一带有文字说明的皇家画廊可让米海尔轻松地获得帝国早期的历史信息，他只需要复制其内容即可”。 
米海尔的作品用特拉比松当年通用的本都希腊语写成，而不像其他拜占庭史家那样使用有教养者使用的阿提卡希腊语。整部编年史中，他称自己的同胞为“罗马人”或“基督徒”，也与拜占庭人常用的“希腊人”称呼相异。学者们认为，最后四条记载一定是由后来的人续写的。 
这部编年史的唯一一份抄本保存在圣马可图书馆，是编号Marcianus graecus 608/coll. 306的文档的一部分，此文档共包含六种作品，均由同一组抄写员抄写，抄本用纸上的水印表明这些纸的制作时间是在1440-1450年之间，彼得·施莱纳（Peter Schreiner）据此认为这部抄本也是这十年中创作的。一般认为这部抄本是作为贝萨里翁个人藏书中的一部而存入圣马可图书馆的，但施莱纳经调查发现，这部抄本在15世纪后期（贝萨里翁生活的时期）归约安内斯·扎哈里阿斯（Johannes Zacharias）所有，18世纪时又归詹巴蒂斯蒂·雷坎蒂（Giambattisti Recanti）所有，后者在其1734年11月12日立下的遗嘱中，将自己的藏书捐给圣马可图书馆。法尔默赖厄是这部编年史的发现者，但第一个出版此书的是他的同事戈特利布·塔费尔（Gottlieb Tafel），后者将这部编年史作为他所编辑的塞萨洛尼基的尤斯塔修斯作品的附录出版，但并没有做翻译或评论。1844年，法尔默赖厄于1844年出版了一个希腊文附带德语翻译及评论的版本。希腊学者斯皮林宗·P·兰布罗斯（Spyrindon P. Lambros）于1907年出版第一个了附有学术批评的版本。奥德修斯·兰普西泽斯（Odysseus Lampsides）于1958年出版了一个版本。2019年，斯科特·肯尼迪（Scott Kennedy）出版了附有英语翻译的版本。